# Finn Iles
Finnley « Finn » Iles, né le 15 août 1999, à Banff (Alberta), est un VTTiste canadien, spécialiste de la descente.

## Biographie
Spécialiste de la descente, Finn Iles devient en 2016 à Val di Sole champion du monde juniors (moins de 19 ans) de cette discipline, malgré une grosse chute la veille. En 2016 et 2017, il remporte la Coupe du monde de descente juniors.
Le 27 mars 2022,  il se classe deuxième de la manche de Coupe du monde d'ouverture à Lourdes, terminant pour la première fois dans le top 3 d'une manche chez les élites.

## Palmarès en VTT

### Championnats du monde
- Val di Sole 2016
  -  Champion du monde de descente juniors
- Mont Sainte-Anne 2019
  - 7e de la descente
- Val di Sole 2021
  - 9e de la descente
- Pal Arinsal 2024
  -  Médaillé de bronze de la descente

### Coupe du monde
- Coupe du monde de descente juniors (2)
  - 2016 : 1er du classement général, vainqueur de 3 manches
  - 2017 : 1er du classement général, vainqueur de 6 manches

- Coupe du monde de descente
  - 2018 : 15e du classement général
  - 2019 : 21e du classement général
  - 2020 : 13e du classement général
  - 2021 : 14e du classement général
  - 2022 : 3e du classement général, vainqueur d'une manche
  - 2023 : 4e du classement général
  - 2024 : 5e du classement général

### Championnats du Canada
- 2019
  -  Champion du Canada de descente
- 2021
  -  Champion du Canada de descente